# 吉迪恩·曼特爾
吉迪恩·曼特爾（英語：Gideon Mantell，全名 Gideon Algernon Mantell，1790年2月3日—1852年11月10日），英國產科醫生、古生物學家與地質學家。他是第一個發現恐龍牙齿化石的人，並依照牙齒和后来发现的化石，將此歸類為禽龍。他开启了对恐龙化石的研究，也做了许多英国南部泥盆纪时期的重要工作。